# Comuna de Kocierzew Południowy
Kocierzew Południowy (polaco: Gmina Kocierzew Południowy) é uma gminy (comuna) na Polónia, na voivodia de Lodz e no condado de Łowicki. A sede do condado é a cidade de Kocierzew Południowy.
De acordo com os censos de 2004, a comuna tem 4718 habitantes, com uma densidade 50,4 hab/km².

## Área
Estende-se por uma área de 93,54 km², incluindo:
- área agricola: 93%
- área florestal: 2%

## Demografia
Dados de 30 de Junho 2004:
|                      | Total   | Total | Mulheres | Mulheres | Homens  | Homens |
| -------------------- | ------- | ----- | -------- | -------- | ------- | ------ |
|                      | pessoas | %     | pessoas  | %        | pessoas | %      |
| População            | 4718    | 100   | 2377     | 50,4     | 2341    | 49,6   |
| Densidade (pop./km²) | 50,4    | 100   | 25,4     | 25,4     | 25      | 25     |

De acordo com dados de 2002, o rendimento médio per capita ascendia a 1110,32 zł.

## Subdivisões
- Boczki, Gągolin Południowy, Gągolin Północny, Gągolin Zachodni, Jeziorko, Kocierzew Południowy, Kocierzew Północny, Konstantynów, Lenartów, Lipnice, Łaguszew, Osiek I,II,III, Ostrowiec, Płaskocin, Różyce, Różyce-Żurawieniec, Sromów, Wejsce, Wicie.

## Comunas vizinhas
- Chąśno, Iłów, Kiernozia, Łowicz, Nieborów, Nowa Sucha, Rybno